# Dick Frazier
Richard Miles „Dick“ Fraizer (* 18. April 1918 in Mooreland, Indiana, USA; † 11. März 1995 in New Castle, Indiana, USA) war ein US-amerikanischer Autorennfahrer.

## Karriere
Fraizer startete zwischen 1949 und 1956 in zwei Rennen der AAA-National-Serie und zwei NASCAR-Monoposto-Rennen.
1949, 1950 und 1952 versuchte er sich vergeblich für die 500 Meilen von Indianapolis zu qualifizieren. Nachdem seine Rennkarriere nicht sehr erfolgreich verlaufen war, arbeitete er als Mechaniker und betrieb ein Geschäft für Autozubehör.

## Statistik

### Indy-500-Ergebnisse
| Jahr | Startnr. | Start | Qual (km/h) | Ergebnis | Runden | Führung | Ausfall |
| ---- | -------- | ----- | ----------- | -------- | ------ | ------- | ------- |
| 1949 | 59       | DNQ   |             |          |        |         |         |
| 1950 | 52       | DNQ   |             |          |        |         |         |
| 1952 | 63       | DNQ   |             |          |        |         |         |